# Giro d’Italia 1980
Der 63. Giro d’Italia wurde in 23 Abschnitten und 4025,5 Kilometern vom 15. Mai bis zum 8. Juni 1980 ausgetragen und vom Franzosen Bernard Hinault gewonnen. Es war bei seinem Debüt auch gleichzeitig der erste Gesamtsieg. Von den 130 gestarteten Fahrern erreichten 89 das Ziel in Mailand.

## Verlauf
| Etappe | von                       | nach           | km        | Gewinner                 | Maglia rosa       |
| ------ | ------------------------- | -------------- | --------- | ------------------------ | ----------------- |
| Prolog | Genua                     | Genua          | 7,5 (EZF) | Francesco Moser          | Francesco Moser   |
| 1      | Genua                     | Imperia        | 123       | Giuseppe Saronni         | Francesco Moser   |
| 2      | Imperia                   | Turin          | 179       | Giuseppe Saronni         | Francesco Moser   |
| 3      | Turin                     | Parma          | 243       | Giuseppe Saronni         | Francesco Moser   |
| 4      | Parma                     | Marina di Pisa | 193       | Dante Morandi            | Francesco Moser   |
| 5      | Pontedera                 | Pisa           | 36 (EZF)  | Jørgen Marcussen         | Bernard Hinault   |
| 6      | Portoferraio              | Portoferraio   | 126       | Carmelo Barone           | Bernard Hinault   |
| 7      | Castiglione della Pescaia | Orvieto        | 200       | Silvano Contini          | Roberto Visentini |
| 8      | Orvieto                   | Fiuggi         | 216       | Juan Fernández Martín    | Roberto Visentini |
| 9      | Fiuggi                    | Sorrento       | 247       | Giovanni Mantovani       | Roberto Visentini |
| 10     | Sorrento                  | Palinuro       | 168       | Giovanni Mantovani       | Roberto Visentini |
| 11     | Palinuro                  | Campotenese    | 145       | Gianbattista Baronchelli | Roberto Visentini |
| 12     | Villapiana Lido           | Lecce          | 203       | Yvon Bertin              | Roberto Visentini |
| 13     | Lecce                     | Barletta       | 220       | Giuseppe Saronni         | Roberto Visentini |
| 14     | Foggia                    | Roccaraso      | 186       | Bernard Hinault          | Wladimiro Panizza |
| 15     | Roccaraso                 | Teramo         | 194       | Tommy Prim               | Wladimiro Panizza |
| 16     | Giulianova                | Gatteo a Mare  | 229       | Giuseppe Martinelli      | Wladimiro Panizza |
| 17     | Gatteo a Mare             | Sirmione       | 237       | Giuseppe Saronni         | Wladimiro Panizza |
| 18     | Sirmione                  | Pecol          | 239       | Giovanni Battaglin       | Wladimiro Panizza |
| 19     | Longarone                 | Cles           | 241       | Giuseppe Saronni         | Wladimiro Panizza |
| 20     | Cles                      | Sondrio        | 218       | Jean-René Bernaudeau     | Bernard Hinault   |
| 21     | Saronno                   | Turbigo        | 50 (EZF)  | Giuseppe Saronni         | Bernard Hinault   |
| 22     | Mailand                   | Mailand        | 114       | Pierino Gavazzi          | Bernard Hinault   |

## Endstände
| Sieger           | Bernard Hinault          | 112:08:20 h |
| Zweiter          | Wladimiro Panizza        | + 5:43 min  |
| Dritter          | Giovanni Battaglin       | + 6:30 min  |
| Vierter          | Tommy Prim               | + 7:53 min  |
| Fünfter          | Gianbattista Baronchelli | + 11:49 min |
| Sechster         | Mario Beccia             | + 12:47 min |
| Siebter          | Giuseppe Saronni         | + 12:53 min |
| Achter           | Josef Fuchs              | + 20:26 min |
| Neunter          | Roberto Visentini        | + 20:37 min |
| Zehnter          | Leonardo Natale          | + 21:30 min |
| Punktewertung    | Giuseppe Saronni         | 301 P.      |
| Zweiter          | Giovanni Mantovani       | 215 P.      |
| Zweiter          | Tommy Prim               | 179 P.      |
| Bergwertung      | Claudio Bortolotto       | 670 P.      |
| Zweiter          | Wladimiro Panizza        | 400 P.      |
| Dritter          | Bernard Hinault          | 350 P.      |
| Nachwuchswertung | Tommy Prim               | 112:16:13 h |
| Teamwertung      | Bianchi                  | 338:28:31 h |
| Zweiter          | Gis Gelati               |             |
| Dritter          | Inoxpran                 |             |